# Joan Andrés i Morell
Joan Andrés i Morell (Planes, el Comtat, 15 de febrer de 1740 - Roma, 12 de gener de 1817) fou un sacerdot jesuïta, humanista, historiador i crític literari valencià de la Il·lustració, autor de la primera història de la literatura universal i comparada.

## Biografia

### Noviciat i ordenació. Docència a Gandia
Fill d'una família de la petita aristocràcia rural, va fer els primers estudis al Seminari de Nobles de València, i prengué els hàbits de la companyia de Jesús el 24 de desembre de 1754 a Tarragona, on va fer el noviciat. Després seguí estudis de filosofia al col·legi de Girona, de teologia al col·legi de Sant Pau de València, perfeccionant-se al mateix temps en les llengües grega i hebrea, i aprenent la francesa i la italiana, i aquí va ser ordenat sacerdot el 1763. Des del 1764 ocupà la càtedra de retòrica i poètica de la Universitat de Gandia, quan n'era rector Mateu Aimeric, i hi va ensenyar també llatí, grec i hebreu. En aquest temps va fer amistat amb Gregori Maians, facilitada per la proximitat a Oliva, on aquest residia llavors. L'abril del 1767, decretada l'expulsió dels jesuïtes per Carles III, Maians intentà sense èxit obtenir del monarca l'excepció del seu amic en atenció a la seua vàlua i joventut, ja que no havia pogut dissuadir-lo d'abraçar la companyia, però el mateix Andrés decidí seguir els seus germans de religió a l'exili d'Itàlia, tot i que encara no havia professat l'orde.

### L'exili a Itàlia

#### Bonifacio
Durant els primers catorze mesos d'exili, va romandre confinat amb els seus confrares en la petita ciutat de Bonifacio, llavors en mans dels genovesos i assetjada pels corsos, on participà en les sessions acadèmiques promogudes, malgrat les privacions obligades per aquella situació, per un dels seus companys d'exili, l'erudit Tomàs Serrano, en les quals es llegien i comentaven oracions llatines, gregues i hebrees compostes pels jesuïtes joves, abans de ser traslladats a les legacions pontifícies de Bolonya i Ferrara.

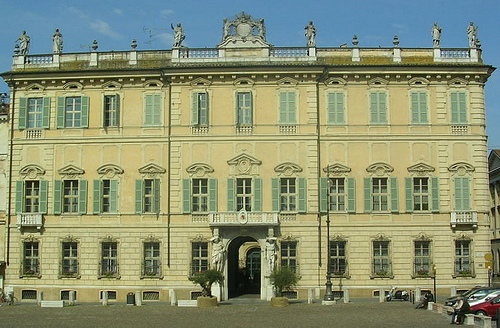
Palau Bianchi, Màntua

#### Ferrara. Màntua
A Ferrara, Andrés fou elegit per a ensenyar filosofia als alumnes de l'institut jesuític, i per a aquest propòsit publicà el 1773 el seu primer llibre, Prospectus Philosophiae Universae. Aquest mateix any, el 15 d'agost, va tenir lloc la seua professió dels quatre vots amb què s'uní indissolublement a la Companyia de Jesús, pocs mesos abans de la dissolució d'aquesta pel papa Climent XIV. Quan això es produí, el marqués de Bianchi, que anteriorment l'havia reclamat com a preceptor del seu fill, el va acollir en el seu palau de Màntua, dotat d'una abundant i selecta biblioteca, i aquí va residir els vint-i-tres anys següents, durant els quals elaborà la major part de la seua obra i desenvolupà una intensa activitat intel·lectual: demostrà els seus excel·lents coneixements de dinàmica de fluids obtenint el segon lloc (només superat per l'escolapi Fontana, un dels matemàtics italians més insignes del moment) en la resolució d'un problema d'hidràulica proposat el 1774 per l'Acadèmia mantuana; visità diverses ciutats italianes fent recerques bibliogràfiques en biblioteques, salons i universitats, publicà nombrosos treballs científics, històrics i d'erudició humanística, polemitzà amb crítics com Tiraboschi i Bettinelli, que havien atribuït la corrupció del gust en les lletres italianes del segle xvii, entre altres causes, a la influència espanyola, reivindicà la importància de Galileu com a fundador de la ciència moderna tot situant-lo per damunt de Bacon i Descartes, i la seua fama s'estengué per tots els cercles intel·lectuals d'Europa; escriptors i pensadors com Herder, Goethe i Moratín, arxiducs i emperadors com el príncep Ferran i la seua esposa Maria Beatriu d'Este, Josep II i Leopold II, papes com Pius VI i Pius VII, no desaprofitaren l'ocasió de visitar-lo si passaven per Màntua, el tractaven amb deferència extraordinària i li assignaven càrrecs o pensions.

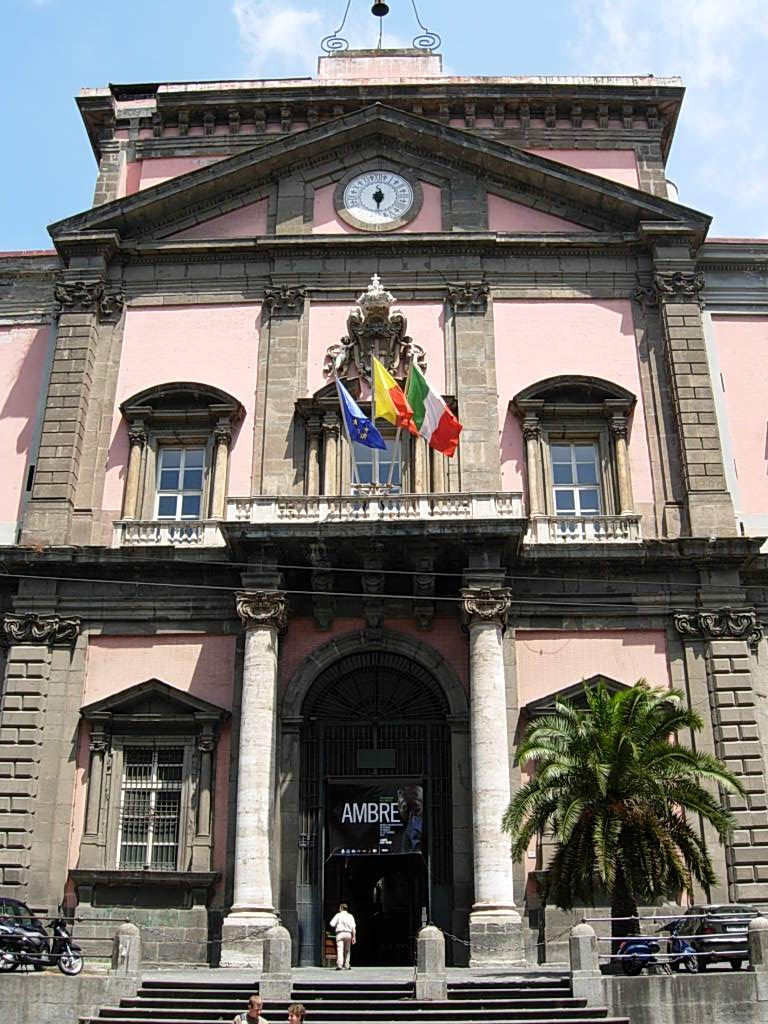
Museu Arqueològic Nacional de Nàpols, antiga seu de la Biblioteca Reial borbònica

#### Parma. Nàpols. I finalment, Roma
El 1797, es refugià a Parma fugint de la invasió de la Llombardia per les tropes napoleòniques. El 1799, Francesc I d'Àustria el nomenà reformador de la Universitat de Pavia, i un any després s'establí de nou a Parma, fins que, en ser ocupat també pels francesos aquest ducat, es traslladà amb els altres jesuïtes a Nàpols el 1804. Aquí va ser distingit per Ferran IV amb el càrrec de director del Reial Seminari de Nobles. En envair aquest regne els francesos i pujar al tron Josep Bonaparte, aquest el posà al capdavant de la Biblioteca Reial, i quan va restablir, el març de 1807, l'Accademia Ercolanese (fundada el 1755 per Carles III), Joan Andrés va ser un dels primers acadèmics que va nomenar. Murat, successor de Bonaparte quan aquest va renunciar al tron napolità, no sols el mantingué com a prefecte de la Biblioteca Reial, sinó que li atorgà també el càrrec de secretari perpetu de l'Acadèmia. En aquestes ocupacions, passà els darrers anys de la seua vida, cada vegada més malalt i ja quasi sense vista, continuant, malgrat això, la publicació dels seus treballs i atenent la seua nombrosa correspondència amb l'ajut del seu jove assistent i deixeble napolità Francesco Manefa. El 1814, restablerta la companyia de Jesús per Pius VII, li va ser concedit de traslladar-se a Roma, on va morir al cap de poc més de dos anys.

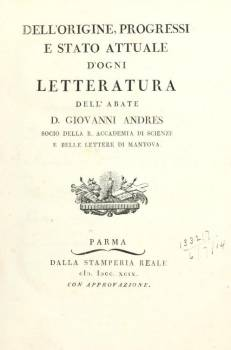
Portada del primer volum de Dell'Origine... (Parma, 1782)

## La literatura universal i comparada
La seua obra més ambiciosa i que li valgué un prestigi més gran fou la monumental Dell'origine, progressi e stato attuale d'ogni letteratura, que veié la llum a Parma en set volums del 1782 al 1799 (i a Madrid, traduïda al castellà pel seu germà Carles, del 1784 al 1806). Havien aparegut ja estudis de caràcter universalista sobre un gènere determinat, com ara Della storia e della ragione d'ogni poesia (1739-1742) de Quadrio, o sobre una cultura literària nacional, com la Storia della Letteratura Italiana (1772-1782) de Tiraboschi, però Joan Andrés va ser el primer a Europa que va combinar ambdues línies en un projecte d'abast enciclopèdic que comprenia l'evolució de tota la cultura escrita (és a dir, el que avui s'entén per literatura, però també, segons el concepte de l'època, el pensament filosòfic i científic en totes les seues modalitats), des dels seus orígens i en qualsevol llengua. Considerant poc escaients per al seu propòsit les classificacions de les ciències fetes per Bacon i per D'Alembert, en el prefaci amb què s'inicia el primer volum divideix els coneixements humans en «belles lletres», «ciències naturals» i «ciències eclesiàstiques», i seguidament traça un quadre de l'estat general de cada literatura en les diverses èpoques. Examina les belles lletres en els volums segon (poesia) i tercer (eloqüència, història i gramàtica), les ciències naturals en els volums quart (matemàtiques i física) i cinquè (física i filosofia), i dedica el volum sisè a la teologia i la ciència bíblica, i el setè a la jurisprudència canònica i la història eclesiàstica. Algunes de les aportacions més notables que hi fa són, en resum, la consideració de la cultura grecollatina en el seu conjunt com el fonament de tota la cultura europea, la gran valoració de la influència àrab, origen de la poesia rimada, en el seu influx en la literatura provençal (en la qual incloïa la catalana, com era general en aquell temps), i el lloc que atorga, en conseqüència, a autors com Ausiàs March, Jaume Roig i Joanot Martorell com a fites de primer ordre en la història universal de la literatura. Des de l'aparició del primer volum, De l'origine…, assolí de seguida una gran difusió, traduïda aviat, totalment o parcial, al castellà, a l'alemany, a l'anglés i al francés. A Espanya, el mateix Carles III va ordenar, el desembre de 1786, que l'ensenyament de la història de la literatura s'impartís seguint el text de Joan Andrés, i així el Real Colegio de San Isidoro de Madrid i altres centres com la Universitat de València esdevingueren els primers d'Europa on es va ensenyar història de la literatura universal.

## Posteritat de Joan Andrés
L'aparició de l'obra cabdal del jesuïta valencià suscità tot seguit una admiració entusiasta, tant per l'enormitat de l'empresa, que semblava impossible de dur a bon terme per un sol autor, com per la perícia en el tractament de tan diverses disciplines, sovint a partir d'un coneixement directe de les fonts originals, o bé arribant a servir-se de les referències més pertinents. Va ser «un èxit tan eixordador, que abans d'acabar-se d'imprimir tots els volums calgué reeditar-ne els primers». També tingué des del primer moment, i en temps posteriors fins avui, detractors que han blasmat els seus errors i han escarnit en crítiques punyents les seues opinions més arriscades, i un bon resum de les antipaties que despertà en alguns el frare valencià és aquesta opinió de Carducci: «Andrés, deixa'l a part: frare presumptuós, que volia abastar tota la cultura humana, i per bé que algunes poques vegades l'encerta, té moltíssimes imprecisions i errors: jutja resolt i imprudent, sovint sense raons i sense coneixença; de gust entre francés i acadèmic; menyspreador del que és realment gran, adulador de la mediocritat; té una llengua i un estil pèssims.»
Marcelino Menéndez Pelayo, que expressà la seua admiració per Joan Andrés en termes summament elogiosos («Amb respecte profund pronunciem el nom d'aquest baró egregi, glòria de la nostra literatura del segle xviii, crític eminent entre els que produí aquella edat, home de vast saber i de claríssim enteniment, escriptor, en fi, el mèrit del qual només pot comparar-se en grandària amb l'oblit en què el tenen avui els seus compatriotes.») repassa en la seua Historia de las ideas estéticas en España els demèrits que ja la crítica del segle xviii li havia retret, com ara la valoració de Virgili per damunt del geni d'Homer i de tots els poetes grecs, la incomprensió de Dant, de Shakespeare, del teatre espanyol del barroc, l'entusiasme fora mida pel classicisme francés, l'excés d'arabofília, etc., i conclou que «la culpa no era seua, sinó de l'atmosfera intel·lectual que respirava […] es va poder equivocar en alguns judicis particulars d'escriptors i de llibres, però l'esperit de la seua obra és enterament modern», i s'estima més cridar l'atenció sobre els seus mèrits, «basats no sols en el fet d'haver eixamplat considerablement l'horitzó intel·lectual dels seus contemporanis, fent entrar per primera vegada en la història literària els pobles del remot Orient i els del nord d'Europa, sinó en el d'haver-se remuntat a les causes dels fenòmens artístics […] donant, sols amb això, veritable caràcter de ciència a la història literària, que fins llavors era matèria de pura erudició». Per la seua part, el pare Batllori s'hi ha referit repetidament com «el model més acabat de la il·lustració enciclopèdica setcentista i alhora un dels espanyols de fama més universal en el seu temps» i «figura pròcer injustament oblidada, tant a Espanya com a Itàlia».
Des dels darrers anys del segle xx, hi ha hagut un cert moviment de reivindicació de la importància històrica i la dimensió europea de Joan Andrés, impulsat sobretot des de la Universitat d'Alacant, que s'ha substanciat sobretot en l'edició crítica de les seues dues obres més considerables: la versió en castellà de Dell'origine… i les Cartas familiares (Viaje de Italia), vora dos segles després de les primeres edicions.

## Obres
Per a una relació completa, vegeu Bibliografia de autores del siglo XVIII d'Aguilar Piñal, i també la recollida en Juan Andrés y la teoría comparatista per Aullón i d'altres.
- Prospectus philosophiae universae Publicae disputationi propositae in Templo Ferrariensi Ferrara, Giuseppe Rinaldi, 1773.
- Problema ab Academia Mantuana propositum ad annum MDCCLXXIV. Dissertatio Joannis Andres Hispani ab eadam Academia secundo loco probata, Mantua, Typis Haeredis Alberti Pazzoni, 1775.
- Saggio della filosofia del Galileo, Mantua, Erede di Alberto Pazzoni, 1776.
- Lettera dell'Abate D. Giovanni Andres al Sig. Comendatore Fra Gaetano Valenti Gonzaga Cavaliere dell'Inclita Religione di Malta sopra una pretesa cagione del corrompimento del gusto italiano nel secolo XVII, Cremona, Lorenzo Massini e Comp., 1776. (Carta del Abate D. Juan Andrés al Señor Comendador Frey Cayetano Valenti Gonzaga, Caballero de la Ínclita Religión de Malta sobre una pretendida causa de la corrupción del gusto italiano en el siglo XVII. Trad. de F. Borrull y Vilanova, Madrid, Antonio de Sancha, 1780).
- Lettera dell'Abate D. Giovanni Andres al Signor Conte Alessandro Murari Bra sopra il rovescio d'un medaglione del Museo Bianchini, non inteso dal Marchese Maffei, Mantua, Erede di Alberto Pazzoni, 1778. (Carta del Abate D. Juan Andrés, socio de la Real Academia de las Ciencias y Letras de Mantua, al Señor Conde Alexandro Murari Bra, acerca del reverso de un medallón del Museo Bianchini, que no entendió el Marqués Maffei. Trad. de F. Borrull y Vilanova, Madrid, Antonio de Sancha, 1782).
- «Lettera sopra una dimostrazione del Galileo», en Raccolta di Opuscoli Scientifici e Letterari, Ferrara, Giuseppe Rinaldi, I, 1779.
- «Dissertazione sopra le cagioni della scarsezza de’ progressi delle scienze in questo tempo, recitata nella Real Accademia di Scienze e Belle Lettere di Mantova», en Raccolta di Opuscoli Scientifici e Letterari (Ferrara), II, 1779. (Disertación sobre las causas de los pocos progresos que hacen las ciencias en estos tiempos. Trad. de Carles Andrés, Madrid, Imprenta Real, 1783).
- Dell'origine, progressi e stato attuale d'ogni letteratura, Parma, Stamperia Reale, 1782-1799, 7 vols. +1 d'Addenda (Parma, Tipografia Ducale Bodoni, 1822). Altra edició revisada i ampliada per l'Autor: Dell'origine, progressi e stato attuale di ogni letteratura, Roma, 1808-1817, 8 toms en 9 vols. (Origen, progresos y estado actual de toda la literatura. Trad. de Carlos Andrés, Madrid, Antonio de Sancha, 1784-1806. Histoire générale des sciences et de la littérature depuis les temps antérieurs à l'histoire grecque jusqu’à nos jours. Trad. de J.E. Ortolani, París, Imprimerie Impériale, 1805 [només el vol. I]). Sis edicions italianes més en els segles xviii i xix, a més de cinc compendis.
- «Giudizio sulle opere del Metastasio», en Opere del Sig. Abate Pietro Metastasio con dissertazioni e osservazioni, Niça, Società Tipografica, 1783.
- Cartas familiares del abate D. Juan Andrés a su hermano D. Carlos Andrés, dándole noticia del viage que hizo a varias ciudades de Italia en el año 1785, publicadas por el mismo D. Carlos, Madrid, Antonio de Sancha, 1786, toms I i II.
- Cartas familiares del abate D. Juan Andrés a su hermano D. Carlos Andrés, dándole noticia del viage que hizo a Venecia y otras ciudades de aquella República en el año 1788, publicadas por el mismo D. Carlos, Madrid, Imprenta de Sancha, 1790, tom III. (Don Juan Andres Reise durch verschiedene Städte Italiens in den Jahren 1785 und 1788 in vertrauten Briefen an seinen Bruder Don Carlos Andres. Trad. d'E. A. Schmid, Weimar, Industrie-Comptoir, 1792, 2 vols.).
- Cartas familiares del abate D. Juan Andrés a su hermano D. Carlos Andrés, dándole noticia del viage que hizo a varias ciudades de Italia en el año 1791, publicadas por el mismo D. Carlos, Madrid, Imprenta de Sancha, 1793, toms IV i V.
- Cartas del abate D. Juan Andrés a su hermano Don Carlos Andrés, en que le comunica varias noticias literarias, València, Joseph de Orga, 1800.
- «Lettera sopra la musica degli Arabi», en Giambattista Toderini, Letteratura Turchesca, Venècia, Giacomo Storti, 1787.
- Dissertazione sull'episodio degli amori d'Enea e Didone introdotto da Virgilio nell'Eneide, Cesena, Eredi Biasini all'Insegna di Pallade, 1788. (Disertación en defensa del episodio de Virgilio sobre los amores de Eneas y de Dido. Trad. de Carlos Andrés, Madrid, Antonio de Sancha, 1788).
- Dell'origine e delle vicende dell'arte d'insegnar a parlar ai sordi e muti, Viena, Ignazio Alberti, 1793, i reedicions. (Carta del Abate Don Juan Andrés sobre el origen y vicisitudes del arte de enseñar a hablar a los mudos sordos. Trad. de Carlos Andrés, Madrid, Imprenta de Sancha, 1794).
- Carta del abate D. Juan Andrés a su hermano D. Carlos, dándole noticia de la literatura de Viena, Madrid, Imprenta de Sancha, 1794. (Lettera dell'Abate Andres sulla letteratura di Vienna. Trad. de L. Brera, Viena, Patzowsky, 1795. Sendschreiben des Abate Andres über das Litteraturwesen in Wien. Trad. J. Richter, Viena, Patzowsky, 1795).
- Catalogo de’ codici manoscritti della famiglia Capilupi di Mantova, Màntua, Società all'Apollo, 1797. (Compendi en Noticia de un Catálogo de los manuscritos de Casa el Marqués Capilupi de Mantua, compuesto por D. Juan Andrés, a la cual acompaña una carta del mismo autor a su hermano Don Carlos Andrés, en que manifiesta la utilidad de semejantes catálogos. València, Joseph de Orga, 1799, i reedicions).
- Lettera dell'Abate Giovanni Andres al Sig. Abate Giacomo Morelli sopra alcuni codici delle biblioteche capitolari di Novara e di Vercelli, Parma, Stamperia Reale, 1802.
- Antonii Augustini Archiepiscopi Tarraconiensis Epistolae Latinae et Italicae, nunc primum editae a Joanne Andresio. Parma, Typis A. Mussii, 1804 i reedició a Zuric, 1847.
- «Della Letteratura Spagnuola; lettera del Ch. Signor Ab. Giovanni Andres al Compilatore dell'Ape», en L'Ape, Florència, 1804.
- Anecdota graeca et latina ex mss. codicibus Bibliotheca Regiae Neapolitanae deprompta’’, vol. I: Prodromus, Nàpols, Regia Typographia, 1816.
- «De’ commentari d'Eustazio sopra Omero, e de’ traduttori di essi», en Memorie della Regale Accademia Ercolanese di Archeologia [Nàpols, Stamperia Reale], 1822.